# Portadiscos

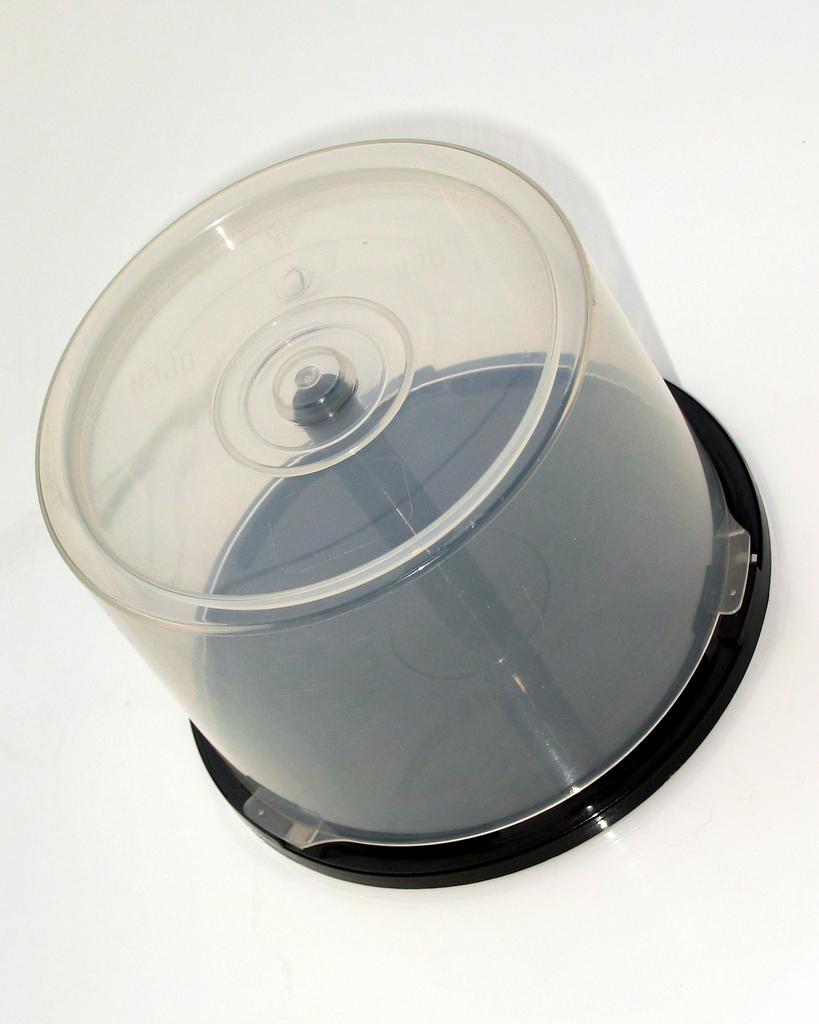
Un portadiscos de escritorio vacío.

Un portadiscos o porta CD es un objeto capaz de contener discos ópticos sin dañarlos. Se fabrican de diversos tamaños y materiales y pueden incluso ser adquiridos conteniendo discos. 

## Tipos de portadiscos
son varios

### Portadiscos de escritorio
Es un objeto de base circular con un diámetro mayor al de un disco y en el centro dispone de un tubo con un diámetro menor a 1 cm para poder contener en él los CD. La altura del tubo depende de la cantidad de discos que puede contener.

### Caja portadiscos
Es una caja, en su mayoría de forma circular, que tiene un mayor diámetro que un disco y en ella contiene varios sobres, los cuales pueden contener un disco por sobre y se encuentran entre la tapa y la contra tapa del portadiscos, la caja generalmente se abre y cierra con un cierre.

### Portadiscos para cajas de discos
Es un porta CD que puede contener cajas de discos, generalmente vienen en los escritorios de computadores y es una torre con muchos espacios en los cuales cabe una caja de discos y la altura de la torre depende de la cantidad de cajas de discos que pueda contener y siempre el ancho y el largo es solo un poco mayor a la de una caja de discos.
- Datos: Q6083060